# Deficiência de antitrombina III
Deficiência de antitrombina III é uma rara doença genética que geralmente aparece quando o paciente sofre trombose venosa recorrentes e embolismo pulmonar. Isto foi descrito inicialmente por Egeberg, em 1965. Os pacientes são tratados com anticoagulantes ou, mais raramente, com um concentrado de antitrombina.
Na insuficiência renal (especialmente na síndrome nefrótica), a antitrombina se perde na urina, no qual leva a uma maior atividade do Fator II e do Fator X, e a uma marcada tendência a trombose.